# Popeni (George Enescu), Botoșani
Popeni este un sat în comuna George Enescu din județul Botoșani, Moldova, România.
partea de nord a județului Botoșani,  în Câmpia Moldovei. 

Popeni pe harta toponimică a Hudeștiului